# Bernd Dürnberger
Bernhard "Bernd" Dürnberger (17 de septiembre de 1953, Kirchanschöring, Alemania Occidental) es un exfutbolista alemán. Como centrocampista jugó durante trece temporadas con el Bayern de Múnich desde 1972 a 1985. Jugó un total de 375 en 1. Bundesliga y anotó 38 goles. Nunca jugó un partido internacional con la categoría absoluta.
Dürnberger ganó once trofeos con el Bayern desde 1970 hasta la década de los 80s. Así, junto a Heinz Stuy, el portero de la época dorada del Ajax, tiene el récord de ser el jugador que ha ganado los más importantes títulos con su club sin haber jugado con la selección nacional de su país.

## Clubes
| Club             | País     | Año       |
| ---------------- | -------- | --------- |
| Bayern de Múnich | Alemania | 1972-1985 |

## Palmarés

### Campeonatos nacionales
| Título           | Equipo       | País     | Año     |
| ---------------- | ------------ | -------- | ------- |
| 1. Bundesliga    | F. C. Bayern | Alemania | 1972/73 |
| 1. Bundesliga    | F. C. Bayern | Alemania | 1973/74 |
| 1. Bundesliga    | F. C. Bayern | Alemania | 1979/80 |
| 1. Bundesliga    | F. C. Bayern | Alemania | 1980/81 |
| Copa de Alemania | F. C. Bayern | Alemania | 1981/82 |
| Copa de Alemania | F. C. Bayern | Alemania | 1983/84 |
| 1. Bundesliga    | F. C. Bayern | Alemania | 1984/85 |

### Campeonatos internacionales
| Título                | Equipo       | País           | Año     |
| --------------------- | ------------ | -------------- | ------- |
| Copa de Europa        | F. C. Bayern | Bruselas       | 1973/74 |
| Copa de Europa        | F. C. Bayern | París          | 1974/75 |
| Copa de Europa        | F. C. Bayern | Glasgow        | 1975/76 |
| Copa Intercontinental | F. C. Bayern | Belo Horizonte | 1976    |

- Datos: Q569517